# Loudspeaker
Loudspeaker är ett instrumentellt album av gitarristen Marty Friedman, utgivet 2006 i Japan och 2007 i USA.

## Låtlista

### Första utgåvan
1. "Elixir" - 4:35
2. "Street Demon (Santa Rosa Wrecking Crew Mix)" - 3:30
3. "Black Orchid" - 4:31 (med John Petrucci)
4. "Paradise Express" - 4:47
5. "Sekai Ni Hitotsu Dake No Hana" (SMAP's coverlåt) - 4:16
6. "Glycerine Flesh" - 5:15
7. "Stigmata Addiction" - 7:08
8. "Viper" - 3:05 (med Steve Vai)
9. "Coloreas Mi Vida" - 3:13
10. "Devil Take Tomorrow" - 4:00
11. "Static Rain" - 2:47 (med KIRITO)

### Standardutgåvan ("andra" utgåvan)
1. "Elixir" - 4:35
2. "Street Demon (Santa Rosa Wrecking Crew Mix)" - 3:30
3. "Black Orchid" - 4:31 (med John Petrucci)
4. "Paradise Express" - 4:47
5. "Sekai Ni Hitotsu Dake No Hana" (SMAP:s coverlåt) - 4:16
6. "Glycerine Flesh" - 5:15
7. "Stigmata Addiction" - 7:07
8. "Viper" - 3:05 (med Steve Vai)
9. "Static Rain (Instrumental version)" - 2:51
10. "Coloreas Mi Vida" - 3:13
11. "Devil Take Tomorrow" - 3:59